# 17461 Shigosenger
17461 Shigosenger è un asteroide della fascia principale. Scoperto nel 1990, presenta un'orbita caratterizzata da un semiasse maggiore pari a 3,0007465 au e da un'eccentricità di 0,2132941, inclinata di 2,78971° rispetto all'eclittica.